# Team Silent
Team Silent är utvecklarna bakom Silent Hill-spelen publicerat av Konami, förutom Silent Hill: Origins och Silent Hill: Homecoming som utvecklades av respektive Climax Group och Double Helix Games.
Den mest kände i gruppen är kompositören Akira Yamaoka, som skrivit musik till alla spel i serien och även filmatiseringen av första spelet från 2006.